# Nagrada Karla Velikega
Nagrada Karla Velikega (nemško Karlspreis; polno ime Internationaler Karlspreis der Stadt Aachen, torej Mednarodna Karlova nagrada od mesta Aachen, od leta 1988 pa Mednarodna Karlova nagrada iz Aachna) je priznanje, ki nagrajuje prispevke k evropski integraciji. Nagrada obuja spomin na zapuščino Karla Velikega, ki je bil pokopan v Aachnu. Tradicionalno se nagrada dodeli prejemniku na praznik Vnebohoda. V aprilu 2008 so organizatorji prvotne nagrade skupaj z Evropskim parlamentom ustvarili novo nagrado Evropsko mladinsko nagrado Karla Velikega, ki nagrajuje prispevke mladih k procesu evropske integracije.

## Zgodovina
19. decembra 1949 je Kurt Pfeiffer predstavil na obravnavi svojega bralnega krožka "Corona Legentium Aquensis", da ima utemeljen načrt za nagrado mesta: "Imamo čast predlagati letno predstavitev mednarodne nagrade za najbolj dragocen prispevek v služenju Zahodni Evropi, razumevanju in delu za skupnost, za potrebe človečnosti in miru po svetu. Ta prispevek je lahko na področju literarnih, znanstvenih, gospodarskih ali političnih prizadevanj."
Sponzorji nagrade Mesta Aachen, glejte karla velikega, kot je "Ustanovitelj Zahodne Kulture", in trdijo, da pod njegovo vladavino, Mesta Aachen, ki je bil nekoč duhovno in politično središče celotne kaj je zdaj zahodni Evropi.
Prva nagrada Karla Velikega je bila podeljena Richardu von Coudenhove-Kalergiju, ustanovitelju Panevropskega gibanja in ustanovitelju Coudenhove-Kalergi načrta, kako nadomestiti dejansko evropsko kulturo z mešanjem.(Praktischer Idealismus),Grof Richard Nicolaus Coudenhove Kalergi, Dunaj, 1925) .
Nagrada po mnenju sponzorjev odraža zgodovino evropskega procesa združevanja. To utemeljujejo s seznamom nagrajencev, ki so pomembne osebe združevanja Evrope, kot so de Gasperi, Schuman, Monnet in Adenauer, in na tiste, ki so utemeljevali in navduševali za integracijo (Edward Heath, Konstantin Karamanlis, in španski kralj Juan Carlos I).

## Prejemniki
- 1950  Richard Coudenhove-Kalergi
- 1951  Hendrik Brugmans
- 1952  Alcide de Gasperi
- 1953  Jean Monnet
- 1954  Konrad Adenauer
- 1956  Sir Winston S. Churchill
- 1957  Paul Henri Spaak
- 1958  Robert Schuman
- 1959  George C. Marshall
- 1960  Joseph Bech
- 1961  Walter Hallstein
- 1963  Edward Heath
- 1964  Antonio Segni
- 1966  Jens Otto Krag
- 1967  Joseph Luns
- 1969  Evropska komisija
- 1970  François Seydoux de Clausonne
- 1972  Roy Jenkins
- 1973  Salvador de Madariaga
- 1976  Leo Tindemans
- 1977  Walter Scheel
- 1978  Konstantinos Karamanlis
- 1979  Emilio Colombo
- 1981  Simone Veil
- 1982  Juan Carlos, kralj Španije
- 1984  Karl Carstens
- 1986  Prebivalci Luksemburga
- 1987  Henry Kissinger
- 1988  Helmut Kohl and  François Mitterrand
- 1989  Frère Roger
- 1990  Gyula Horn
- 1991  Václav Havel
- 1992  Jacques Delors
- 1993  Felipe González
- 1994  Gro Harlem Brundtland
- 1995  Franz Vranitzky
- 1996  Beatrix, kraljica Nizozemske
- 1997  Roman Herzog
- 1998  Bronisław Geremek
- 1999  Tony Blair
- 2000  Bill Clinton
- 2001  György Konrád
- 2002  Evro
- 2003  Valéry Giscard d'Estaing
- 2004  Pat Cox
- 2004  /  papež Janez Pavel II.
- 2005  Carlo Azeglio Ciampi
- 2006  Jean-Claude Juncker
- 2007  Javier Solana
- 2008  Angela Merkel
- 2009  Andrea Riccardi
- 2010  Donald Tusk
- 2011  Jean-Claude Trichet
- 2012  Wolfgang Schäuble
- 2013  Dalia Grybauskaitė
- 2014  Herman Van Rompuy
- 2015  Martin Schulz
- 2016  /  Papež Frančišek
- 2017  Timothy Garton Ash
- 2018  Emmanuel Macron
- 2019  António Guterres
- 2020  Klaus Iohannis
- 2022  Svetlana Tihanovska, Maryja Aľaksandravna Kalesnikavová, Veronika Tsepkalo
- 2023  Volodimir Zelenski

## Po državi
- Nemčija : 9
- Francija : 8
- Italija, Združeno kraljestvo Velike Britanije in Severne Irske : 5
- Španija : 4
- Belgija,  Združene države Amerike,  Nizozemska,  Luksemburg : 3
- Vatikan,  Poljska,  Madžarska,  Avstrija : 2
- Irska (otok),  Češka,  Norveška,  Litva,  Danska,  Grčija,  Švica : 1